# 소수중학교
소수중학교(紹修中學校)는 대한민국 경상북도 영주시 순흥면 읍내리에 있는 공립 중학교이다.

## 학교 연혁
- 1953년 3월 1일 : 소수고등공민학교 개교
- 1954년 12월 24일 : 소수중학교 설립인가
- 1955년 4월 1일 : 소수중학교 개교 (3학급)
- 1982년 3월 1일 : 공립으로 전환
- 2010년 12월 29일 : 교육정책 연구중심학교 운영(창의ㆍ인성 교육)
- 2014년 3월 2일 : 교육부요청 학부모 학교참여 시범학교 운영(~2016.02.)
- 2014년 3월 2일 : 자유학기제 희망학교 운영(~2016.02.)
- 2024년 1월 5일 : 제69회 졸업식 7명(계 5,561명)
- 2024년 3월 1일 : 제30대 서종원 교장 취임
- 2024년 3월 4일 : 2024학년도 입학(신입생 9명)

## 참고 자료
- 소수중학교 - 한국교육학술정보원 학교알리미